# Australoidní rasa

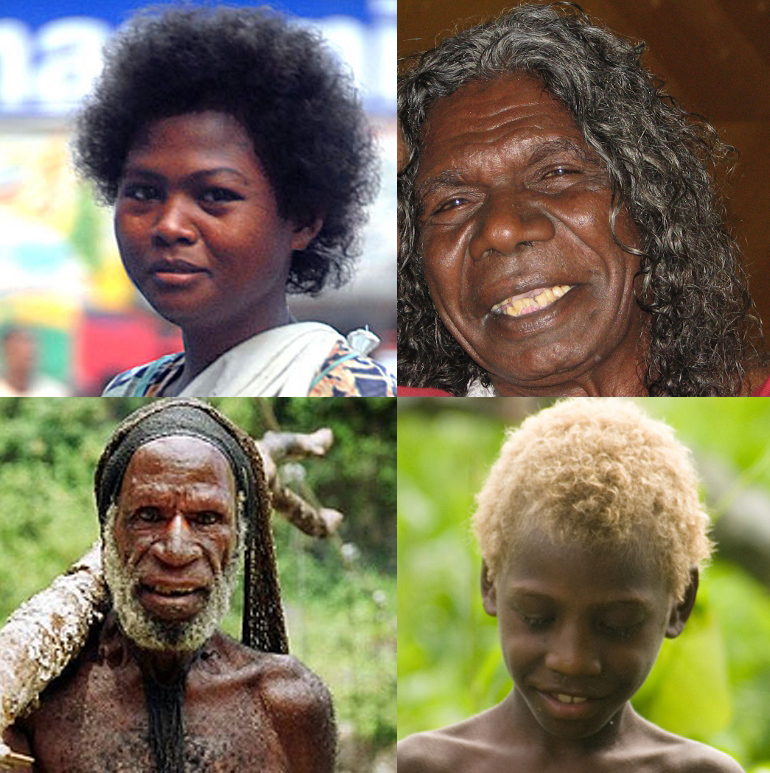
Zleva: negritská žena z kmene Ati, domorodý Austrálec, Papuánec a melanéský chlapec z Vanuatu

Australoidní rasa (též plemeno) je označení původních obyvatel Austrálie, Tasmánie a Melanésie vzniklé na základě společných biologických, nebo somatických (vzhledových) vlastností. Starší systémy australoidy klasifikovaly jako součást rasy negroidní. Samotné slovo australoid vzniklo z demonyma australský a řecké koncovky eidos („mající podobný vzhled“).

## Charakteristika
Mezi společné fenotypní znaky australoidních populací patří výrazný nadočnicový oblouk, absence nosního prahu a jamky, široký a kruhovitý nosní otvor, zvětšení lebky v oblasti horní čelisti (prognatie) a dlouhou (dolichocefalní) hlavu. Mezi další tradičně sdílené znaky patří plochý široký nos, silné terciární tělesné ochlupení, tmavě hnědé zbarvení kůže a kudrnaté vlasy. 
Častým znakem australoidní rasy jsou také světlé (blond) vlasy, které se vyskytují hlavně u dětí a s přibývajícím věkem tmavnou. Jev je nápadný zvláště u Austrálců žijících ve středozápadní části Austrálie, kde má 90–100 % dětí světlé vlasy. Tato barva vlasů je způsobena mutací genu TYRP1, která se vyvinula nezávisle a je odlišná od mechanismu, jakým vznikají světlé vlasy u europoidů. Může jít o důsledek mísení s neznámým lidským předkem.

## Fylogeneze a rozšíření
Australoidi jsou spolu s mongoloidy potomky první migrace z Afriky (tzv. pobřežní linie). K oddělení těchto ras došlo před 63 tisíci lety v jihovýchodní Asii. Australoidní linie posléze započala s námořní kolonizací dnes tehdejšího kontinentu Sahul. Po jeho rozdělení se oddělili současní Austrálci, Melanésané a Tasmánci. Dnes jsou tyto populace v menšině vůči evropskému obyvatelstvu, které se do oblasti dostalo vlivem kolonialismu, a až do nedávné doby domorodce utlačovalo (Tasmáce dokonce vyhubilo). Část australoidů však prve setrvala na asijské pevnině, kde dnes žijí Drávidové, nejpočetnější australoidní etnikum, a Negritové. Negritské kmeny osídlili kromě Malajského poloostrova také Filipíny, Srí Lanku, Nikobary a Andamany, dnes jsou však tito nevelcí lidé postupně asimilováni okolním mongoloidním obyvatelstvem. 

### Jazyk
Jazyky australoidů tvoří velké množství jazykových rodin pro zjednodušení slučovaných jako australské jazyky, papuánské jazyky, tasmánské jazyky a drávidské jazyky. Negritové přijali jazyky svých mongoloidních sousedů.

## Rasová problematika
Typicky se lidstvo dělí do pěti hlavních ras – europoidní, negroidní, mongoloidní, australoidní, kapoidní. V současnosti je dělení člověka na rasy často vysoce kontroverzní a někteří považují rasovou klasifikaci za zpochybněnou, nebo za sociální konstrukci. Dle některých zdrojů byl význam rasy jako biologické kategorie zpochybněn. V některých zemích světa většina antropologů existenci rasy popírá (např. Spojené státy), v některých ji zase uznává (např. Rusko a Čína). V Evropě je názor antropologů rozdělen. Většina antropologů z východní Evropy podporují koncept rasy, kdežto západní jej z většiny odmítají. Mnohdy je v závislosti na kontextu nahrazováno konkrétnějšími a více vypovídajícími označeními jako národ nebo etnicita, v širším měřítku pak populace, komunita nebo obyvatelstvo. Interpretace a používání pojmu lidská rasa se často liší v různých disciplínách a zemích.